# Баобаб
Баобаб (лат. Adansonia), је дрво које потиче са Мадагаскара, из Африке и са Блиског истока. Ово дрвеће је такође уведено у друге регионе као што је Азија. Постоји осам врста баобаба од којих је шест са Мадагаскара. Интересантан је по томе што прави резерве воде унутар стабла. Неки ботаничари тврде да је старост коју може доживети баобаб, неколико хиљада година. Национални је симбол Мадагаскара. 
Они су смештени у породицу Malvaceae, потпородицу Bombacoideae. Генеричко име одаје почаст Мишелу Адансону, француском природњаку и истраживачу који је први описао Adansonia digitata. Баобаб је познат и као „наопако дрво“, име које потиче из неколико митова. Баобаи су међу најдуговечнијим васкуларним биљкама и имају велике цветове који су репродуктивни највише 15 сати. Цветови се отварају око сумрака; отварају се тако брзо да се покрет може открити голим оком и вену до следећег јутра. Плодови су велики, овални до округли, налик бобицама и садрже семе у облику бубрега у сувом, кашастом матриксу.
Почетком 21. века, баобаби у јужној Африци почели су брзо да умиру због узрока који тек треба да се утврди. Научници верују да је мало вероватно да су болести или штеточине успеле да тако брзо усмрте многа стабла, а неки су спекулисали да је одумирање резултат дехидрације.

## Порекло имена
Назив баобаб потиче из арапског језика у којем се биљка назива бу бибаб или "многозрна воћка". Име рода којем припадају баобаби "Адансониа" изведено је из имена француског ботаничара М. Адансона (1727-1806) који је већину живота посветио овој необичној биљци. Поједини народи који живе у земљама где расте баобаб називају га и дрво мајмунског хлеба. Баобаб је биљка коју одликује широко и високо, дрвенасто стабло.

## Карактеристике
У Јужноафричкој Републици постојао је примерак обима 47 m и пречника од 15,9 m. Дрво се у међувремену расцепило на два дела услед последица старости. Тренутно највећи примерак је баобаб из Јужноафричке Републике обима 34 m и пречника 9,3 m. Старост примерка А. дигитата познатог као Grootboom процењена је на најмање 1275 година, што га чини једним од најстаријих примерака скривеносеменица. Ово дрво је важно као станиште за неке врсте птица које на њему праве своја гнезда, попут врсте Mottled spinetail (из реда Чиопа) или неких врста птица Ткаља. Џиновско стабло служи му и као резервоар воде. Унутар стабла често се скупља вода те се зато користи као резервоар воде у сушним подручјима. У Африци се лишће и језгра плодова користе за исхрану. Његово стабло може бити у потпуности шупље.

## Таксономија
Најранији писани извештаји о баобабу потичу из путописа из 14. века арапског путника Ибн Батуте. Први ботанички опис дао је Алпино (1592) посматрајући плодове које је запазио у Египту из непознатог извора. Звали су се бахобаб, вероватно од арапског „бу хибаб“, што значи „воће са много семена“. Француски истраживач и ботаничар Мишел Адансон (1727–1806) посматрао је дрво баобаба 1749. на острву Сор у Сенегалу и написао први детаљни ботанички опис целог дрвета, праћен илустрацијама. Препознајући везу са плодом који је описао Алпино, он је назвао род Баобаб. Лине је касније преименовао род Adansonia у част Адасона, али употреба баобаба као једног од уобичајених имена је и даље присутна.
Род Adansonia је у потфамилији Bombacoideae, у оквиру породице Malvaceae у реду Malvales. Потфамилија Bombacoideae је раније третирана као породица Bombacaceae, али се више не признаје на рангу породице од стране Ангиоспермске филогенске групе I 1998, II 2003 или Кубицковог система 2003. Постоји осам прихваћених врста рода Adansonia. Нова врста (Adansonia kilima Pettigrew, et al.), описана је 2012. године, а пронађена је на високим надморским висинама у источној и јужној Африци. Она се, међутим, више не признаје као посебна врста, већ се сматра синонимом за A. digitata. Неко дрвећа на високим надморским висинама у Танзанији показује различиту генетику и морфологију, али је потребно даље проучавање да би се утврдило да ли је оправдано њихово препознавање као засебне врсте. Род Adansonia је даље подељен на три одељка. Одељак Adansonia обухвата само A. digitata. Ова врста има висеће цвеће и плодове, постављене на дуге цветне стабљике. Ово је типска врста за род Adansonia. Све врсте рода Adansonia осим A. digitata су диплоидне; A. digitata је тетраплоидна. Секција Brevitubae обухвата A. grandidieri и A. suarexensis. То су врсте са цветним пупољцима који се постављају на кратке петељке и који су приближно дупло дужи од своје ширине. Све остале врсте су класификоване у одељак Longitubae. Такође имају цветове/плодове постављене на кратким педикама, али су цветни пупољци 5 или више пута дужи од ширине.

## Врсте
Према подадмиа из јула 2020, постоји осам признатих врста рода Adansonia, од којих је шест ендемно за Мадагаскар, једна је пореклом из континенталне Африке и Арабијског полуострва, и једна је из Аустралије. На Мадагаскару се такође јавља и копненоафричка врста (Adansonia digitata), али није пореклом са тог острва. Баобаби су уведени у давна времена у јужну Азију и током колонијалне ере. Они су такође присутни у острвској држави Зеленортских Острва. Девета врста је описана 2012. (Adansonia kilima Pettigrew, et al.), али више није призната као посебна врста. Афрички и аустралијски баобаби су скоро идентични упркос томе што су се раздвојили пре више од 100 милиона година, вероватно су доспели у Аустралију из Африке океанским ширењем.
Списак врста рода .
- - афрички баобаб (североисточна, централна и јужна Африка)[15]
- - грандидијеов баобаб (Мадагаскар)[16]
- - аустралијски баобаб (северозападна Аустралија)[17]
- - мадагаскарски баобаб (Мадагаскар)[18]
- - перијеов баобаб (Мадагаскар)[18]
- - фони-баобаб (Мадагаскар)[18]
- - суарески баобаб (Мадагаскар)[18]
- - за-баобаб (Мадагаскар)[18]

## Екологија
Баобаби чувају воду у деблу (до 120.000 l (32.000 US gal)) да би издржали тешке услове суше. Сви се јављају у сезонски сушним подручјима, и листопадни су, осипајући лишће током сушне сезоне. Широм Африке, најстарији и највећи баобаби почели су да умиру почетком 21. века, вероватно због комбинације суше и пораста температура. Сматра се да дрвеће не добија довољно воде, затим постаје дехидрирано и не може да подржава своја масивна стабла.
Баобаби су важни као гнезда за птице, посебно за шарени реп и четири врсте ткаља.

## Занимљивости
У еритрејском граду Керену налази се капела Св. Марије уређена унутар стабла баобаба. Сличан пример налази се у Јужној Африци, где је саграђен кафић унутар једног баобаба. Баобаб у којем се налази кафић зове се "Sunland baobab". Стабло баобаба је веома широко и потребно је најмање двадесет људи да би га опасали. Баобаб се сматра једним од светских чуда природе поред секвоје Генерал Шерман и еукалиптуса. Он је један од невероватних биљака које постоје на свету.